# 필수 아미노산
필수 아미노산(영어: essential amino acid)은 체내 수요를 충당할 정도로 충분하고 빠르게 생물체가 처음부터 합성할 수 없어서 음식물로부터 섭취해야만 하는 아미노산이다. 모든 생물체에 공통적으로 존재하는 21가지 아미노산들 중 사람이 합성할 수 없는 9가지 아미노산은 페닐알라닌, 발린, 트레오닌, 트립토판, 메티오닌, 류신, 아이소류신, 라이신, 히스티딘이다.
다른 6가지 아미노산은 사람의 식단에서 조건부로 필수적인 것으로 간주되며, 이는 이들의 합성이 미숙아 또는 심각한 이화작용 장애가 있는 사람과 같은 특별한 병태생리학적 조건에서 제한될 수 있음을 의미한다. 이들 6가지 아미노산은 아르기닌, 시스테인, 글라이신, 글루타민, 프롤린, 타이로신이다. 또 다른 6가지 아미노산은 인체에서 비필수 아미노산이므로 체내에서 충분한 양이 합성될 수 있다. 이들 6가지 아미노산은 알라닌, 아스파르트산, 아스파라긴, 글루탐산, 세린, 셀레노시스테인(21번째 아미노산으로 간주됨)이다. 특정 미생물에만 단백질생성성 아미노산인 피롤리신은 사람을 포함한 대부분의 생물체에 의해 사용되지 않기 때문에 이들 생물체들에서는 비필수 아미노산이다.
제한 아미노산(영어: limiting amino acid)은 식품에서 가장 적은 양으로 발견되는 필수 아미노산이다. 이 개념은 동물 사료의 아미노산을 계산할 때 중요하다.

## 사람에서의 필수 아미노산
| 필수 아미노산  | 조건부 필수 아미노산 | 비필수 아미노산    |
| -------------- | -------------------- | ------------------ |
| 히스티딘 (H)   | 아르기닌 (R)         | 알라닌 (A)         |
| 아이소류신 (I) | 시스테인 (C)         | 아스파르트산 (D)   |
| 류신 (L)       | 글루타민 (Q)         | 아스파라긴 (N)     |
| 라이신 (K)     | 글라이신 (G)         | 글루탐산 (E)       |
| 메티오닌 (M)   | 프롤린 (P)           | 세린 (S)           |
| 페닐알라닌 (F) | 티로신 (Y)           | 셀레노시스테인 (U) |
| 트레오닌 (T)   |                      | 피롤리신* (O)      |
| 트립토판 (W)   |                      |                    |
| 발린 (V)       |                      |                    |

(*) 때때로 "22번째 아미노산"으로 간주되는 피롤리신은 사람에 의해 사용되지 않는다.
진핵생물은 다른 기질로부터 일부 아미노산을 합성할 수 있다. 결과적으로 단백질 합성에 사용되는 아미노산들의 일부만이 필수 영양소이다.

## 일일 권장 섭취량
필수 아미노산의 일일 요구량을 추정하는 것은 어려운 것으로 입증되었다. 이 수치들은 지난 20년 동안 상당한 수정을 거쳐왔다. 다음의 표는 표준 한 문자 약어와 함께 성인에서의 필수 아미노산에 대해 현재 사용 중인 세계보건기구(WHO) 및 미국의 일일 권장량을 나타낸 것이다.
| 아미노산                      | 체중 1 kg당 mg       | 체중 1 kg당 mg |
| 아미노산                      | WHO                  | 미국           |
| ----------------------------- | -------------------- | -------------- |
| 히스티딘 (H)                  | 10                   | 14             |
| 아이소류신 (I)                | 20                   | 19             |
| 류신 (L)                      | 39                   | 42             |
| 라이신 (K)                    | 30                   | 38             |
| 메티오닌 (M) + 시스테인 (C)   | 10.4 + 4.1 (총 14.5) | 총 19          |
| 페닐알라닌 (F) + 타이로신 (Y) | 총 25                | 총 33          |
| 트레오닌 (T)                  | 15                   | 20             |
| 트립토판 (W)                  | 4                    | 5              |
| 발린 (V)                      | 26                   | 24             |

3세 이상의 어린이의 일일 권장 섭취량은 성인보다 10~20% 더 높으며 영유아는 생후 첫 해에 최대 150% 더 높을 수 있다. 시스테인(또는 황 함유 아미노산), 타이로신(또는 방향족 아미노산) 및 아르기닌은 유아와 성장기 어린이에게 항상 필요하다.

## 단백질 공급원의 상대적인 아미노산 조성
낮은 비율의 필수 아미노산을 함유하고 있는 식품은 신체가 얻은 아미노산을 탈아미노화하여 단백질을 지방과 탄수화물로 전환시키는 경향이 있기 때문에 단백질 등가물의 열악한 공급원이다. 따라서 단백질로 전환된 아미노산 대 공급된 아미노산의 질량비인 순단백질 이용률을 높이기 위해서는 필수 아미노산의 균형이 필요하다.
완전 단백질은 사람을 위한 균형 잡힌 필수 아미노산 세트를 포함하고 있다. 천연 동물 공급원은 모든 필수 아미노산을 제공한다. 거의 완전한 단백질은 퀴노아와 같은 일부 식물 공급원에서도 발견된다.
식품에서 순단백질 이용률은 제한 아미노산(해당 식품에서 가장 적은 양으로 발견되는 필수 아미노산)에 의해 크게 영향을 받으며 신체의 필수 아미노산 회수에 의해 다소 영향을 받는다. 따라서 필수 아미노산의 분포가 다른 식품들을 혼합하는 것이 좋다. 이것은 탈아미노화를 통한 질소의 손실을 제한하고 전체 순단백질 이용률을 증가시킨다.
| 단백질 공급원      | 제한 아미노산                        |
| ------------------ | ------------------------------------ |
| 밀                 | 라이신                               |
| 쌀                 | 라이신                               |
| 옥수수             | 라이신 및 트립토판                   |
| 콩류               | 메티오닌/시스테인 쌍 및 트립토판     |
| 달걀, 닭고기, 우유 | 없음, 달걀은 완전 단백질의 기준이다. |

아미노산 분포 프로필은 동물성 식품이 식물성 식품보다 최적화되어 있다. 그러나 합리적으로 다양한 식단이 유지되는 한 완전 단백질을 함유한 식물성 식품을 섭취할 필요는 없다. 다양한 식물성 식품의 조합은 완전 단백질 프로필을 제공할 수 있다. 옥수수, 콩 또는 콩, 쌀과 같은 특정 전통적인 식품의 조합에는 사람에게 필요한 필수 아미노산이 적당량 포함되어 있다. 미국 영양 및 식이요법 학회의 공식 입장은 하루 중에 섭취하는 다양한 식물성 식품의 적절한 조합으로부터 얻은 단백질이 칼로리 요구 조건을 충족할 시 영양적으로 적절할 수 있다는 것이다.

### 단백질 질
다양한 종류의 단백질의 "질" 또는 "가치"를 표현하기 위한 다양한 시도가 있어 왔다. 측정값에는 생물가, 순단백질 이용률, 단백질 효율, 단백질 소화율 보정 아미노산 점수, 완전 단백질과 같은 개념이 포함된다. 동물 사료에 한 가지 이상의 필수 아미노산이 상대적으로 부족하면 생장과 사료 전환율에 제한적인 영향을 미치기 때문에 이러한 개념은 축산업에서 중요하다. 따라서 순단백질 이용률을 증가시키기 위해 다양한 사료를 함께 공급하거나 개별 아미노산(메티오닌, 리신, 트레오닌, 트립토판)을 사료에 첨가할 수 있다.

### 칼로리당 단백질
식품의 단백질 함량은 보통 칼로리당 단백질이 아닌 1회 제공량당 단백질로 측정된다. 예를 들어 미국 농무부는 칼로리당 84 mg의 단백질(총 71 칼로리)이 아니라 큰 달걀 하나(1회 제공량 50 g)당 6 g의 단백질로 표시한다. 비교를 위해 생 브로콜리 1회 제공량(100 g)에는 2.8 g의 단백질이 있거나 칼로리당 82 mg의 단백질(총 34 칼로리)이 있다. 달걀에는 100 g당 12.5 g의 단백질이 포함되어 있지만 칼로리당 4 mg 더 많은 단백질이 포함되어 있다. 필수 아미노산의 비율(단백질의 질)은 고려되지 않았다. 건강한 단백질 프로필을 유지하려면 실제로 하루에 3 kg의 브로콜리를 섭취해야 하고, 충분한 칼로리를 얻으려면 거의 6 kg을 섭취해야 한다. 성인은 하루에 2,000 칼로리의 10~35%를 단백질로 섭취하는 것이 좋다.

## 사람이 아닌 동물에서의 완전 단백질
과학자들은 20세기 초부터 쥐가 옥수수로부터 추출한 제인이라는 단백질 공급원만 있는 식단에서는 생존할 수 없다는 사실을 알고 있었지만, 우유로부터 추출한 카제인을 섭취하면 회복된다는 것을 발견했다. 이것은 윌리엄 커밍 로즈가 필수 아미노산인 트레오닌을 발견하도록 이끌었다. 쥐의 식단 조작을 통해 로즈는 10가지 아미노산(리신, 트립토판, 히스티딘, 페닐알라닌, 류신, 아이소류신, 메티오닌, 발린, 아르기닌, 트레오닌)이 쥐에게 필수적이라는 것을 보여주었다. 로즈의 후기 연구는 8가지 아미노산이 성인에게 필수적이며 히스티딘은 유아에게도 필수적임을 보여주었다. 장기간의 연구에서는 히스티딘이 성인에게도 필수적인 것으로 확인되었다.

## 호환성
일부 아미노산은 다른 아미노산으로부터 생성될 수 있기 때문에 필수 아미노산과 비필수 아미노산의 구분은 다소 불분명하다. 황 함유 아미노산인 메티오닌과 호모시스테인은 서로 전환될 수 있지만 둘 다 사람에서 신생합성되지 않는다. 마찬가지로 시스테인은 호모시스테인으로부터 생성될 수 있지만 자체적으로 합성할 수는 없다. 따라서 편의상 황 함유 아미노산은 방향족 아미노산 쌍인 페닐알라닌 및 티로신과 마찬가지로 영양학적으로 동등한 아미노산의 단일 풀로 간주되기도 한다. 마찬가지로 요소 회로에 의해 상호전환이 가능한 아르기닌, 오르니틴, 시트룰린은 단일 풀로 간주된다.

## 결핍의 영향
필수 아미노산들 중 하나가 필요한 양만큼 이용 가능하지 않으면 다른 아미노산의 이용 가능성에 관계없이 단백질 합성이 저해된다. 단백질 결핍은 신체의 모든 기관과 많은 시스템에 영향을 미치는 것으로 나타났다. 예를 들어 영유아의 뇌 발달에 영향을 주고, 면역계의 유지를 억제하여 감염의 위함을 증가시키며, 장 점막 기능 및 투과성에 영향을 주어 흡수를 감소시키고 전신 질환에 대한 취약성을 증가시키고, 콩팥의 기능에 영향을 미친다. 단백질 결핍의 신체적 징후로는 부종, 영유아의 성장장애, 근육 조직 불량, 윤기 없는 피부, 얇고 연약한 머리카락 등이 있다. 단백질 결핍을 반영하는 생화학적 변화에는 낮은 혈청 알부민과 낮은 혈청 트랜스페린이 포함된다.
사람의 식단에 필수적인 아미노산은 윌리엄 커밍 로즈가 이끈 일련의 실험들에서 확립되었다. 실험은 건강한 남자 대학원생들을 대상으로 진행되었다. 이들의 식단은 옥수수 녹말, 수크로스, 단백질이 없는 유지방, 옥수수 기름, 무기염류, 알려진 비타민, 페퍼민트 기름으로 맛을 낸 간 추출물로 만든 큰 갈색 "사탕"(알려지지 않은 비타민 공급용), 고도로 정제된 개별 아미노산들의 혼합물로 구성되었다. 주요 결과 측정은 질소평형이었다. 로즈는 피험자들에게 필수 아미노산이 결핍될 때마다 신경질, 피로 및 현기증의 증상이 다소간 발생한다고 언급했다.
필수 아미노산의 결핍은 마라스무스 또는 콰시오커로 나타날 수 있는 단백질 열량 영양장애와 구별되어야 한다. 콰시오커는 한때 충분한 칼로리를 소비하는 사람의 순수 단백질의 결핍(슈가 베이비 증후군)에 기인한 것으로 여겨졌다. 그러나 이 이론은 콰시오코와 대조적으로 마라스무스가 발병하는 어린이의 식단에 차이가 없다는 발견으로 인해 도전을 받게 되었다. 미국 농무부에 의해 유지되는 일일 섭취 권장량에서 필수 아미노산 중 하나 이상이 결핍되면 단백질 열량 영양장애로 설명한다.

## 같이 보기
- 아미노산
- 포도당생성성 아미노산
- 케톤체생성성 아미노산
- 생물가
- 필수 지방산
- 필수 유전자
- 저단백식이
- 단백질 소화율 보정 아미노산 점수